# Holotrichia rufoflava
Holotrichia rufoflava är en skalbaggsart som beskrevs av Brenske 1894. Holotrichia rufoflava ingår i släktet Holotrichia och familjen Melolonthidae. Inga underarter finns listade i Catalogue of Life.